# Abante (figlio di Melampo)
Abante (in greco antico: Ἄβας Ábas), è una figura della mitologia greca, figlio dell'indovino Melampo e di Ifianassa, una delle tre figlie di Preto.

## Il mito
Discendeva da un altro Abante che fu re di Argo. 

Fu il padre di Lisimaca che sposò Talao e di Idmone l'indovino, anche se alcuni riferiscono che non ebbe tale figlio.

### Fonti antiche
- Pausania, Periegesi della Grecia, I.43

### Fonti moderne
- Luisa Biondetti, Dizionario di mitologia classica, Milano, Baldini&Castoldi, 1999, ISBN 88-8089-725-X.